# Hairy Moccasin
Hairy Moccasin (appelé aussi Esh-sup-pee-me-shish) (né vers 1854 — 9 octobre 1922) était un indien de la tribu des Crows. Il était éclaireur sous les ordres du général George Armstrong Custer qui commandait le 7e régiment de cavalerie pendant la campagne de 1876 contre les Sioux et les Cheyennes du nord. Il survécut à la bataille de Little Bighorn.
Il s'engagea comme éclaireur dans l'armée le 10 avril 1876 et rejoint alors ses camarades guerriers crows White Man Runs Him, Curly, Goes Ahead, White Swan, et Half Yellow Face (en) (chef des éclaireurs crows) dans la vallée de la rivière Little Bighorn, près du site de Crow Agency dans le Montana. Ils renforçaient alors l'US Army dans son combat contre les Sioux et les Cheyennes du Nord, ennemis traditionnels des Crows.
Après avoir reconnu les campements sur les berges de la Little Bighorn, ils rendirent compte à Custer. Les éclaireurs ayant décidé de troquer leurs uniformes de l'armée contre leurs tenues traditionnelles « pour mourir en guerriers », ils furent sanctionnés par Custer qui les licencia une heure avant le début du combat. Hairy Mocassin rejoint alors Strikes the Bear (un éclaireur arikara), White Man Runs Him, et Goes Ahead avec le major Marcus Reno. Celui-ci dirigeait l'une des colonnes de soldats qui donnèrent l'assaut. Même s'ils furent vaincus, la plupart des hommes de Reno survécut à l'engagement
Après que la guerre des Black Hills fut terminée, Hairy Moccasin s'installa dans la réserve crow dans le Montana. Il mourut le 9 octobre 1922, près de Lodge Grass et fut inhumé au cimetière Sainte Anne